# Rock 'n' Roll Telephone
Albums de Nazareth
Big Dogz
(2011)
Rock 'n' Roll Telephone est le 23e album studio du groupe écossais Nazareth, sorti le 3 juin 2014.
Dernier album avec le chanteur emblématique et légendaire Dan McCafferty, diagnostiqué d'une broncho-pneumopathie chronique obstructive, doit quitter le groupe.

## Rock 'n' Roll Telephone
Toutes les chansons sont écrites par le groupe.
| No  | Titre                   | Auteur | Durée |
| --- | ----------------------- | ------ | ----- |
| 1.  | Boom Bang Bang          |        | 3:17  |
| 2.  | One Set Of Bones        |        | 3:27  |
| 3.  | Back 2B4                |        | 4:52  |
| 4.  | Winter Sunlight         |        | 3:29  |
| 5.  | Rock 'n' Roll Telephone |        | 5:45  |
| 6.  | Punch A Hole In THe Sky |        | 3:49  |
| 7.  | Long Long Time          |        | 4:18  |
| 8.  | The Right Time          |        | 4:50  |
| 9.  | Not Today               |        | 3:26  |
| 10. | Speakeasy               |        | 3:17  |
| 11. | God Of The Mountain     |        | 3:42  |

## CD2 Bonus Tracks
| No | Titre                                                      | Auteur                                                            | Durée |
| -- | ---------------------------------------------------------- | ----------------------------------------------------------------- | ----- |
| 1. | Just A Ride                                                | Pete Agnew/Dan McCafferty/Jimmy Murrison/Lee Agnew                | 2:49  |
| 2. | Wanna Feel Good?                                           | Pete Agnew/Dan McCafferty/Jimmy Murrison/Lee Agnew                | 3:49  |
| 3. | Big Boy (live Somerset 2008, Angleterre)                   | Zal Cleminson                                                     | 5:38  |
| 4. | Kentucky Fried Blues (live Milton Keynes 2006, Angleterre) | Pete Agnew/Manny Charlton/Dan McCafferty/Darrell Sweet            | 4:32  |
| 5. | Sunshine (live Barrie 2000, Ontario, Canada)               | Pete Agnew/Manny Charlton/Dan McCafferty/Darrell Sweet            | 3:41  |
| 6. | Expect No Mercy (live Somerset 2008, Angleterre)           | Pete Agnew/Manny Charlton/Dan McCafferty/Darrell Sweet            | 5:06  |
| 7. | God Save The South (live Barrie 2000, Ontario, Canada)     | Pete Agnew/Dan McCafferty/Darrell Sweet/Jimmy Murrison/John Leahy | 6:59  |

## Musiciens
- Dan McCafferty (chant)
- Jimmy Murrison (guitare, claviers, chant)
- Pete Agnew (basse, chant)
- Lee Agnew (batterie, percussions, claviers, chant)

## Crédits
- Produit par Yann Rouiller
- Enregistré par Yann Rouiller et Michael Brennan, assistés de David Mitchell et Mick Brennan au The Sub Station, Rosyth, Ecosse.
- Mixé par Yann Rouiller aux Basel City Studios (Basel, Suisse).
- Gravé par John Davis au Metropolis de Londres.